# Amanita jacksonii
Amanita jacksonii là một loài nấm trong họ Amanitaceae. Loài nấm này có màu cam hơi đỏ và mọc ở tỉnh Quebec, Canada đến ít nhất bang Hidalgo, Mexico. Loài này có tên như hiện nay vào năm 1984 theo tên đặt bởi nhà nghiên cứu nấm Canada René Pomerleau. Loài này có thể phân biệt mang màu vàng, lớn, màu trắng, volva như túi, và mũ nấm màu cam đỏ hoặc đỏ tươi.